# Alterações climáticas na Índia

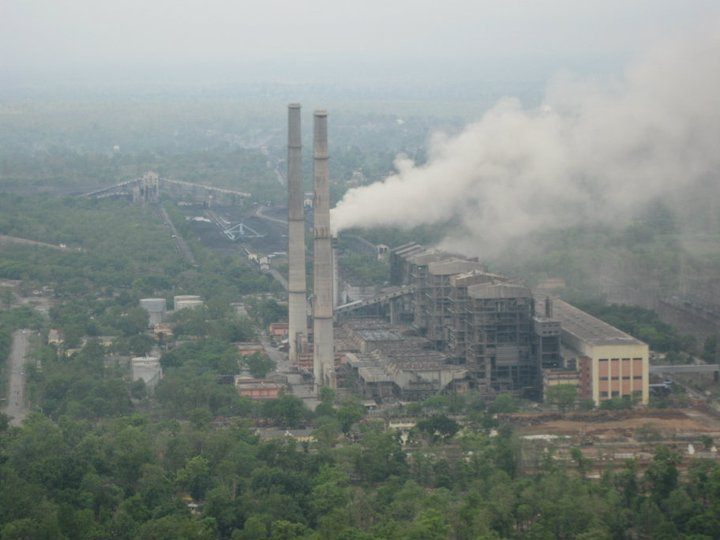
Central elétrica a carvão de Satpura

As alterações climáticas na Índia estão a ter efeitos profundos na Índia, que está classificada em quarto lugar na lista de países mais afetados pelas alterações climáticas em 2015. A Índia emite cerca de 3 gigatoneladas (Gt) de CO 2eq de gases do efeito estufa a cada ano; cerca de duas toneladas e meia por pessoa, o que é inferior à média mundial. O país emite 7% das emissões globais, apesar de ter 17% da população mundial. O aumento da temperatura no planalto do Tibete está a causar o recuo das glaciares dos Himalaias, ameaçando a velocidade de fluxo do Ganges, Brahmaputra, Yamuna e outros grandes rios. Um relatório de 2007 do World Wide Fund for Nature (WWF) afirma que o rio Indo pode secar pelo mesmo motivo. A frequência e a potência das ondas de calor estão a aumentar na Índia devido às alterações climáticas. Prevê-se que deslizamentos de terra e inundações graves se tornem cada vez mais comuns em estados como Assam.
As temperaturas na Índia aumentaram 0.7 °C (1.3 °F) entre 1901 e 2018.
De acordo com algumas projeções atuais, o número e a gravidade das secas na Índia irão aumentar acentuadamente até o final do presente século.

## Emissão de gases de efeito estufa

As emissões por pessoa são baixas em comparação com outros grandes emissores, mas o total é significativo

As emissões de CO2 na Índia são muito menores do que na China, mas estão a aumentar muito mais rapidamente.

A Índia gera muito menos dióxido de carbono por pessoa do que outras regiões principais.

As emissões de gases de efeito de estufa da Índia são as terceiras maiores do mundo e a principal fonte é o carvão. A Índia emitiu 2,8 Gt de CO 2eq em 2016 (2,5 incluindo LULUCF). 79% eram CO2, 14% metano e 5% óxido nitroso. A Índia emite cerca de 3 gigatoneladas (Gt) de CO 2 eq de gases do efeito estufa a cada ano; cerca de duas toneladas por pessoa, que é metade da média mundial. O país emite 7% das emissões globais.
Desde 2019 que esses números são bastante incertos, mas um inventário abrangente de gases de efeito estufa está ao alcance. Cortar as emissões de gases de efeito estufa e, portanto, a poluição do ar na Índia, traria benefícios à saúde no valor de 4 a 5 vezes o custo, o que seria o mais económico do mundo.
Os compromissos do Acordo de Paris incluiram uma redução dessa intensidade em 33-35% até 2030. As emissões anuais da Índia por pessoa são inferiores à média global, e o PNUA prevê que em 2030 estarão entre 3 e 4 toneladas.
Em 2019, estima-se que a China tenha emitido 27% dos GEE mundiais, seguido pelos EUA com 11% e pela Índia com 6,6%.

### Geração da eletricidade
Em setembro de 2021, a Índia gerava 39,8% da sua eletricidade a partir de fontes de energia renováveis e 60,2% de sua eletricidade a partir de combustíveis fósseis, dos quais 51% é gerada a partir de carvão.

#### Centrais elétricas a carvão
Para além da mineração de carvão na Índia, o país também importa carvão para queimar em centrais elétricas a carvão na Índia. É improvável que novas centrais sejam construídas, centrais velhas e sujas podem ser fechadas e mais carvão pode ser queimado nas centrais restantes.

### Combustível doméstico
A mudança de combustíveis tradicionais para gás liquefeito de petróleo e eletricidade traz benefícios à saúde e ao clima.

### Indústria
Um quarto das emissões são industriais principalmente da produção de cimento, ferro e aço. O consumo de combustível do setor industrial aumentou 406% entre 2000 e 2014.
Em 2014, 42% da energia também foi consumida pela indústria.

### Agricultura
As emissões agrícolas aumentaram 25% entre 2005 e 2014, em parte devido a aumentos significativos no uso de fertilizantes artificiais e da queima de culturas.

### Resíduos
Os resíduos emitiram 78 Mt de CO 2eq em 2014.

## Impactos no meio ambiente

### Mudanças de temperatura e clima
As temperaturas na Índia aumentaram 0.7 °C (1.3 °F) entre 1901 e 2018, alterando assim o clima da Índia.
Em maio de 2022, uma onda de calor severa foi registada no Paquistão e na Índia. A temperatura atingiu 51°C. As alterações climáticas tornam essas ondas de calor 100 vezes mais prováveis. Sem alterações climática as ondas de calor, mais severas do que as que ocorreram em 2010 devem chegar 1 vez em 312 anos. Agora é esperado ocorrerem a cada 3 anos.
Um estudo de 2018 projeta que as secas aumentarão no norte e noroeste da Índia num futuro próximo. Por volta do final do século, a maior parte da Índia provavelmente enfrentará secas cada vez mais severas.
Prevê-se que deslizamentos de terra e inundações graves se tornem cada vez mais comuns em estados como Assam.

### Aumento do nível do mar

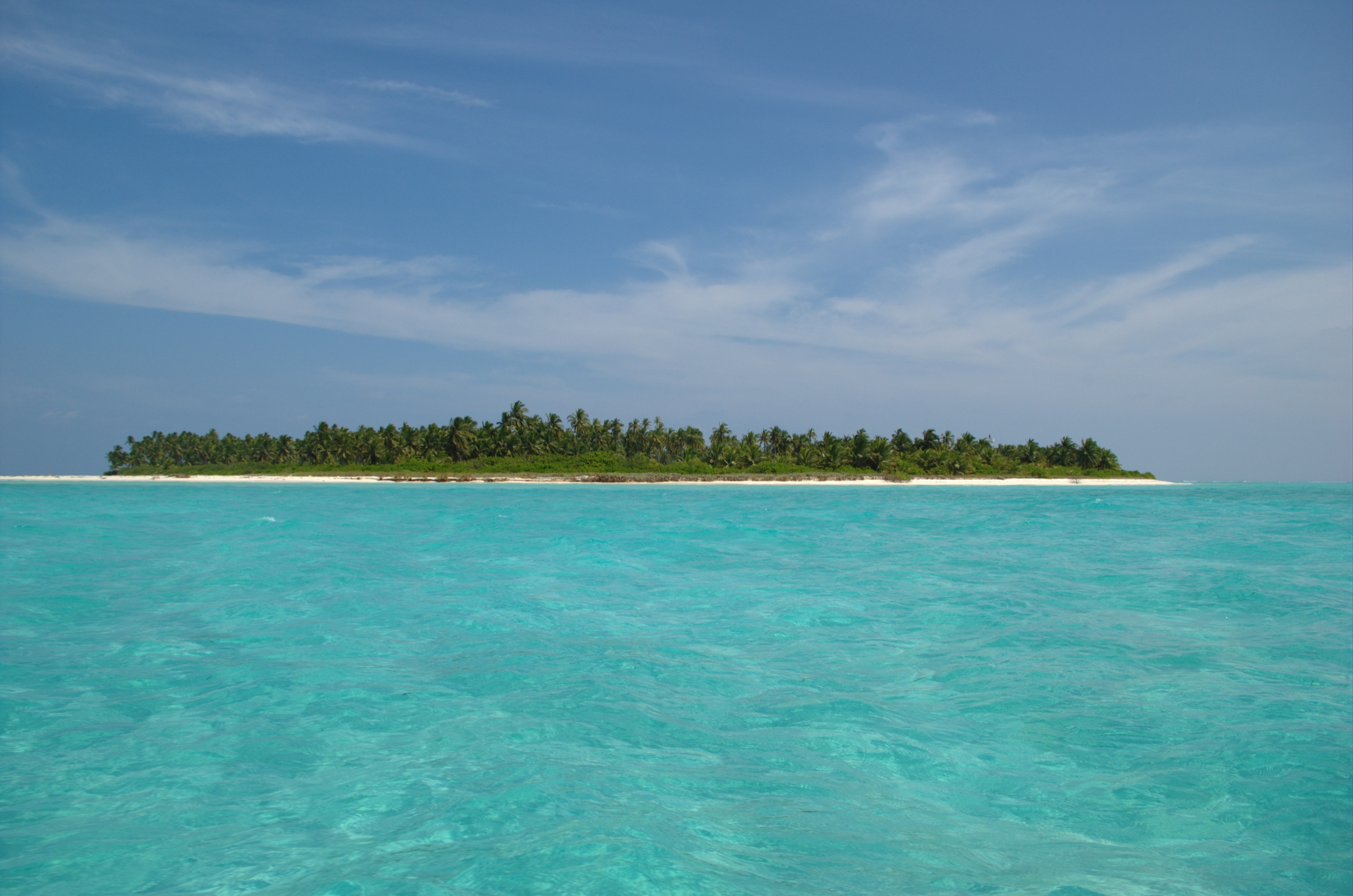
As pequenas ilhas baixas de Lakshadweep podem ser inundadas pelo aumento do nível do mar associado às alterações climáticas.

Meghalaya e outros estados do nordeste estão preocupados com o facto de que o aumento do nível do mar irá submergir grande parte do Bangladesh e gerar uma crise de refugiados. Se ocorrerem alterações climáticas severas, o Bangladesh e partes da Índia que fazem fronteira com o Bangladesh podem perder vastas extensões de terra costeira. :130
Milhares de pessoas foram deslocadas pelo aumento contínuo do nível do mar que submergiu ilhas baixas no Sundarbans.

### Recursos hídricos

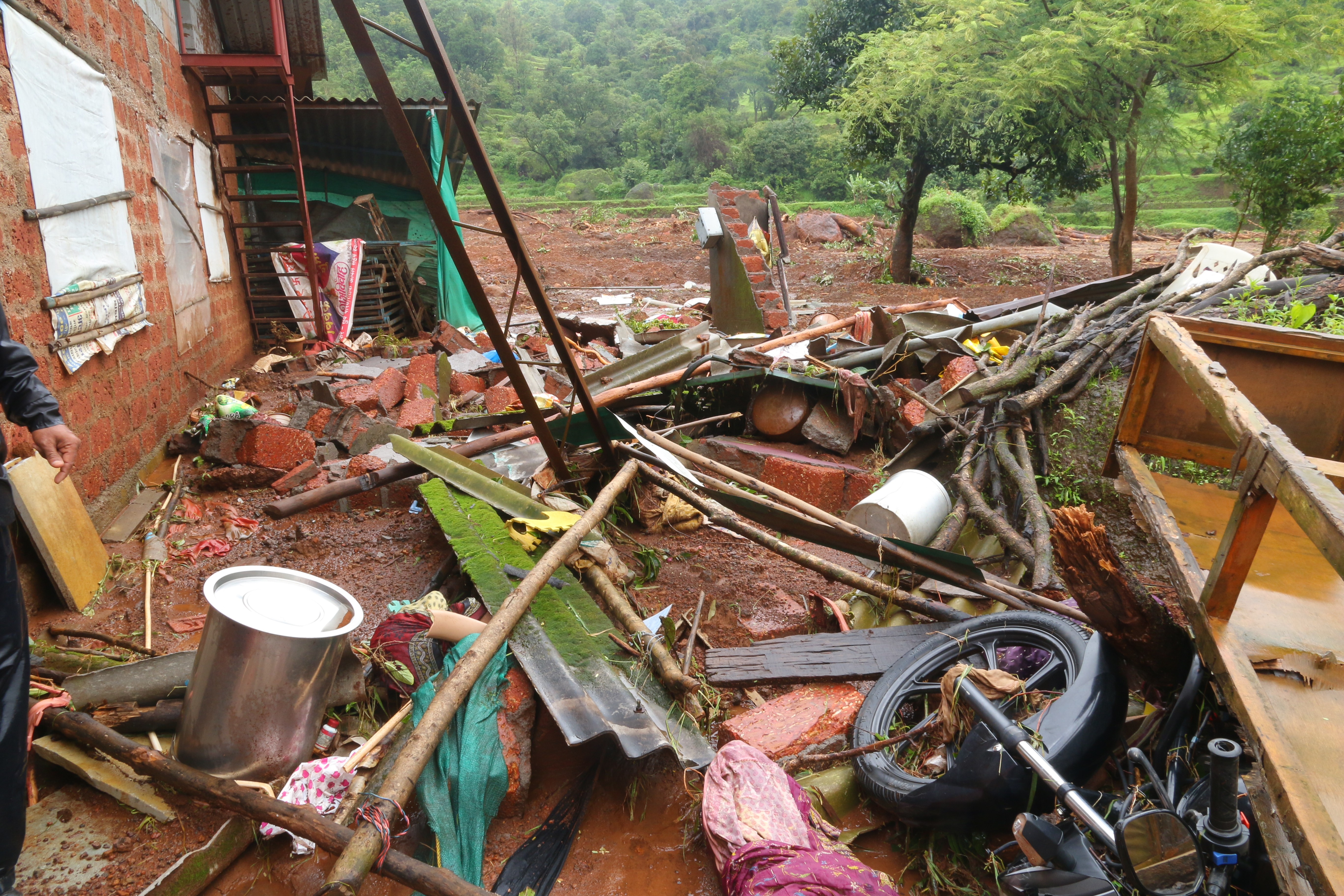
Imagem de uma casa em Humbarli, onde uma casa foi destruída pelo clima extremo e inundações. À medida que as alterações climáticas pioram, muitas partes da Índia experimentarão clima mais extremo, o que causará chuva extra tal como seca

Os aumentos de temperatura no planalto tibetano estão a causar o recuo dos glaciares dos Himalaias, ameaçando a fluxo do Ganga, Brahmaputra, Jamuna e outros grandes rios; os meios de subsistência de centenas de milhares de agricultores dependem desses rios. Um relatório de 2007 do World Wide Fund for Nature (WWF) afirma que o rio Indo pode secar pelo mesmo motivo.

### Ecossistemas
Desastres ecológicos, como um evento de branqueamento de corais em 1998 que matou mais de 70% dos corais nos ecossistemas de recifes de Lakshadweep e Andamans e foi causado por temperaturas elevadas do oceano ligadas ao aquecimento global, estão projetado tornarem-se cada vez mais comuns.

## Impactos nas pessoas

### Impactos económicos
A Índia tem o custo social do carbono mais alto do mundo. Um relatório do think tank Global Overseas Development Institute, com sede em Londres, descobriu que a Índia poderá perder cerca de 3 a 10% do seu PIB anualmente até 2100 e a sua taxa de pobreza poderá aumentar 3,5% em 2040 devido às alterações climáticas.

#### Agricultura
As alterações climáticas na Índia terão um impacto desproporcional sobre os mais de 400 milhões que compõem os pobres da Índia. Isso ocorre porque muitos dependem dos recursos naturais para a sua alimentação, abrigo e rendimento. Mais de 56% das pessoas na Índia trabalham na agricultura, enquanto que muitas outras ganham a vida nas áreas costeiras.

### Impactos na saúde
A poluição do ar, que reflete a luz solar, e a irrigação, que resfria o ar por evaporação, combatem as alterações climáticas desde 1970. Esses dois fatores, no entanto, aumentam o impacto das ondas de calor, pois ambos levam ao aumento da mortalidade.

#### Ondas de calor
A frequência e a potência das ondas de calor estão a aumentar na Índia devido às alterações climáticas. Em 2019, a temperatura atingiu 50,6 graus Celsius, 36 pessoas morreram. As altas temperaturas deverão impactar 23 estados em 2019, contra nove em 2015 e 19 em 2018. O número de dias de ondas de calor aumentou – não apenas a temperatura diurna, as temperaturas noturnas também aumentaram. 2018 foi o sexto ano mais quente do país já registado, e 11 dos seus 15 anos mais quentes ocorreram desde 2004. A capital Nova Deli quebrou o seu recorde histórico com uma alta de 48 graus Celsius.
Na Índia, diz-se que a exposição a ondas de calor aumentará 8 vezes entre 2021 e 2050 e 300% até o final deste século. O número de indianos expostos a ondas de calor aumentou 200% de 2010 a 2016. As ondas de calor também afetam a produtividade do trabalho agrícola. As ondas de calor afetam mais o centro e o noroeste da Índia, e a costa leste e Telanganá também foram afetadas. Em 2015, estes últimos locais testemunharam pelo menos 2.500 mortes. Em 2016, pela primeira vez na história, Querala relatou uma onda de calor. O governo está a ser assessorado pelo Instituto Indiano de Meteorologia Tropical na previsão e mitigação das ondas de calor. O governo de Andra Pradexe, por exemplo, está a criar um Plano de Ação para Ondas de Calor.
O número de mortos pelas ondas de calor na Índia diminuiu nos últimos quatro anos. Mais de 2.000 pessoas morreram em 2015, 375 em 2017 e 20 em 2018. "As autoridades dizem que isso ocorre porque o governo fez um esforço para reduzir o número de mortos, incentivando os moradores a reduzir ou alterar o tempo gasto trabalhando em dias quentes e fornecendo água potável gratuita às populações mais atingidas". Também usou água para resfriar as ruas e forçou a polícia a vigiar os caminhões-tanque no estado de Madhya Pradesh depois das brigas pelo abastecimento se terem tornado mortais. Essas medidas custam muito dinheiro e água, e os recursos do governo foram limitados em 2019 pelas eleições nacionais do país.

### Impactos na migração
Prevê-se que cerca de sete milhões de pessoas sejam deslocadas devido, entre outros fatores, à submersão de partes de Bombaim e Chenai, se as temperaturas globais subirem apenas 2°C (3,6°F).
Os moradores do estado de Megalaia, no nordeste da Índia, também estão preocupados que o aumento do nível do mar submerja o vizinho Bangladesh, resultando num influxo de refugiados em Meghalaya, que tem poucos recursos para lidar com essa situação.

## Mitigação

A Índia é classificada como alta no Índice de Desempenho das Alterações Climáticas 2021

### Sorvedouros de gases de efeito estufa
O uso dos solos, reafetação dos solos e silvicultura absorveram 300 Mt de CO 2eq em 2014 e em 2020 o carbono total armazenado nas florestas foi de 7.000 Mt.

### Política energética
O Plano Nacional de Energia está de acordo com a meta do Acordo de Paris de 2°C de aquecimento global, mas se a Índia parasse de construir centrais a carvão, atingiria os 1,5°C pretendidos. A Índia comprometeu-se a atingir a geração de energia elétrica de 40% por cento de energia não fóssil até 2030.
No seu Relatório Bienal de Atualização da Convenção-Quadro das Nações Unidas sobre Alterações Climáticas (CQNUAC), apresentado em fevereiro, a Índia disse que continuou progressivamente a dissociar o crescimento económico das emissões de gases de efeito estufa. A intensidade de emissão do produto interno bruto (PIB) da Índia diminuiu 24% entre 2005 e 2016. A Índia está, portanto, a caminho de cumprir sua declaração voluntária de reduzir a intensidade de emissão do PIB em 20-25% em relação aos níveis de 2005 até 2020, tornando a Índia a única nação do G20 a cumprir as metas climáticas.
A contribuição nacionalmente determinada da Índia inclui a redução da intensidade de emissão num terço até 2030. A Índia possui recursos neutros de carbono adequados, como biomassa, energia eólica, solar, hidroelétrica, etc., para atingir emissões líquidas neutras em carbono.
Com o fecho acelerado de centrais a carvão e um aumento antecipado nas energias renováveis, a energia térmica representará apenas 42,7% da capacidade instalada em toda a Índia até 2027, drasticamente abaixo dos 66,8% em 2017.
Cortar as emissões de gases de efeito estufa e, portanto, a poluição do ar na Índia, traria benefícios à saúde no valor de 4 a 5 vezes o custo, o que seria o mais económico do mundo.
A Índia fez avanços significativos no setor de energia e o país é agora um líder global em energia renovável.

### Políticas e legislação
O governo indiano, bem como vários governos estaduais, tomaram certas medidas de acordo com a política energética da Índia e o Acordo de Paris. Seguem alguns desses passos:
- Duplicar a meta de energia renovável da Índia para 450 gigawatts (GW) até 2030[50]
- Missão Solar Nacional
- Energia eólica na Índia

Em 2008, a Índia publicou o seu Plano de Ação Nacional sobre Mudanças Climáticas (NAPCC, na sigla em inglês), que contém várias metas para o país. Essas metas incluem, mas não se limitam a: cobrir um terço do país com florestas e árvores, aumentar o fornecimento de energia renovável para 6% do mix total de energia até 2022 e continuar a manutenção da gestão de desastres. Todas as ações trabalham para melhorar a resiliência do país como um todo, e isso mostra-se importante porque a Índia tem uma economia intimamente ligada à sua base de recursos naturais e setores sensíveis ao clima, como a agricultura, água e silvicultura.
Ao apresentar o orçamento de estado do ano fiscal de 2020-2021 para o estado indiano de Orissa, o ministro das Finanças do estado, Niranjan Pujari, apresentou o Orçamento do Clima. O orçamento climático visa acompanhar os gastos feitos pelo governo com as alterações climáticas ou apoiar ações de mitigação e adaptação para lidar com as mudanças climáticas. De acordo com o documento, ajudará o governo a decidir se redesenha ou salvaguarda os projetos existentes, vendo o seu impacto nas alterações climáticas. Orissaa tornou-se o primeiro estado da Índia a introduzir o orçamento climático.

### Cooperação internacional
Como parte do Acordo de Paris, a Índia deve apresentar o seu primeiro relatório bienal de transparência à CQNUAC até 2024 e os números do inventário em formato padrão. Em setembro de 2021, a Índia anunciou que apresentará uma nova Contribuição Nacionalmente Determinada antes da COP26. Na COP26, a Índia definiu a última data-alvo de planeamento para ser zero líquido até 2070. Esta foi a primeira vez que uma data para a neutralidade de carbono foi dada como parte da política climática da Índia.
Na COP26, o primeiro-ministro indiano Narendra Modi anunciou 5 compromissos principais chamados Panchamrit - "presente da Índia para o mundo":
- Alcançar a neutralidade carbónica até 2070.
- Expandir a capacidade de energia não proveniente de combustíveis fósseis para 500 GW até 2030.
- Cortar a intensidade de carbono da economia em 45% até 2030.
- Obter metade da sua necessidade de energia de fontes renováveis até 2030.
- Cortar 1 mil milhão de toneladas de emissão de GEE do valor projetado para o ano de 2030.

O primeiro-ministro também propôs avançar com uma nova agenda: LIFE - Lifestyle for Environment, ou seja, mudar o estilo de vida em benefício do meio ambiente.
Embora a data do zero líquido esteja muito atrás da da China e o governo dos EUA e da Índia queira continuar com o uso do carvão, ambientalistas e economistas indianos aplaudiram a decisão, descrevendo-a como uma ação climática ousada.

## Adaptação
Uma Estupa de Gelo projetada por Sonam Wangchuk traz água glacial para agricultores no deserto do Himalaia de Ladakh, na Índia.
Um projeto de pesquisa realizado entre 2014 e 2018 nos cinco distritos (Puri, Khordha, Jagatsinghpur, Kendrapara e Bhadrak) do Delta de Mahanadi, Odisha e dois distritos (Norte e Sul 24 Parganas) do Delta da Bengala da Índia (inclui os Sundarbans indianos), Bengala fornece evidências sobre os tipos de adaptações praticadas pelos habitantes do delta. No delta de Mahanadi, as três principais adaptações praticadas foram a alteração da quantidade de fertilizantes usados nas quintas, o uso de empréstimos e o plantio de árvores ao redor das casas. No Delta de Bengala da Índia, as três principais adaptações foram mudar a quantidade de fertilizante usada nas quintas, fazer mudanças nas práticas de irrigação e usar empréstimos. A migração como opção de adaptação é praticada em ambos os deltas, mas não é considerada uma adaptação bem-sucedida.
Nos Sundarbans indianos de Bengala Ocidental, os agricultores estão a cultivar variedades de arroz tolerantes ao sal que foram reavivadas para combater a crescente questão da salinidade do solo. Outras adaptações agrícolas incluem agricultura mista, diversificação de culturas, colheita de água da chuva, irrigação por gotejamento, uso de pesticidas à base de nim e técnicas de moldagem de cumeeiras e sulcos onde "os sulcos ajudam na drenagem e os cumes menos salinos podem ser usados para cultivar vegetais". Isso ajudou os agricultores a cultivar uma segunda safra de vegetais além da safra de arroz das monções.
No distrito de Puri, em Odisha, o alagamento é um perigo que afeta as pessoas anualmente. Na vila de Totashi, muitas mulheres estão a aproveitar a “exploração da água nos seus campos”, cultivando vegetais nos campos alagados e aumentando o rendimento familiar e a nutrição. A educação é uma ferramenta integral que pode ser usada na adaptação das medidas que foram implementadas para conter as alterações climáticas. Ao considerar a adaptação das medidas que foram estabelecidas para conter as alterações climáticas, é importante garantir que o sistema educacional tenha sido incluído em tal projeto. Ao melhorar o conhecimento das pessoas sobre as alterações climáticas, seria mais fácil para elas adotarem diferentes medidas de mitigação. Além disso, há a necessidade de incutir uma cultura entre a geração mais jovem sobre as melhores práticas quando se trata de questões ambientais. O governo deve procurar garantir que os sistemas que apoiam a aprendizagem, que sustentam a adaptação, sejam apoiados para melhorar a adaptação.

## Sociedade e cultura

### Consciência
Uma análise qualitativa de alguns dos principais jornais indianos (particularmente artigos de opinião e editoriais) durante a divulgação do 4º Relatório de Avaliação do IPCC e durante a conquista do Prémio Nobel da Paz por Al Gore e o IPCC descobriu que os média indianos buscam fortemente o quadro de certeza científica nas suas coberturas das alterações climáticas. Isso contrasta com o ceticismo demonstrado pelos jornais americanos da época. Ao lado, os média indianos destacam quadros de desafio energético, progresso social, responsabilidade pública e desastre iminente. Esse tipo de cobertura também encontra paralelos nas narrativas dos média europeus e ajuda a construir um discurso transnacional e globalizado sobre as alterações climáticas. Outro estudo descobriu que os média na Índia estão divididos ao longo das linhas de um discurso norte-sul de responsabilidade pelo risco. No entanto, muito mais pesquisas são necessárias para analisar o papel dos média indianos na formação das perceções do público sobre as alterações climáticas.

### Ativismo
Cálculos em 2021 mostraram que, para dar ao mundo 50% de probabilidade de evitar um aumento de temperatura de 2 graus ou mais, a Índia deveria aumentar os seus compromissos climáticos em 55%. :Table 1Para uma possibilidade de 95%, deveria aumentar os compromissos em 147%. Para dar 50% de hipótese de ficar abaixo de 1,5 graus, a Índia deveria aumentar os seus compromissos em 191%.
Houve greves escolares pelo clima organizadas por ativistas como Disha Ravi.
Povos tribais no nordeste remoto da Índia planeavam homenagear o ex-vice-presidente dos EUA Al Gore em 2007 com um prémio por promover a conscientização sobre as alterações climáticas que, segundo eles, terão um impacto devastador em sua terra natal.
Megalaia - que significa "Morada das Nuvens" em sânscrito - é o lar das cidades de Cherapunjee e Mawsynram, que são creditadas como os lugares mais húmidos do mundo devido à sua alta pluviosidade. Mas os cientistas afirmam que a alterações climáticas globais está a fazer com que essas áreas experienciem um padrão de chuvas cada vez mais esparso e errático e uma estação seca prolongada, afetando os meios de subsistência de milhares de moradores que cultivam arroz e milho. Algumas áreas também estão a enfrentar escassez de água.
As pessoas estão se a consciencializar acerca dos males do aquecimento global. Tomando a iniciativa do seu próprio povo de Sangamner, Maharashtra (perto de Shirdi) iniciou uma campanha de plantio de árvores conhecida como Dandakaranya - O Movimento Verde. Foi iniciado pelo visionário e lutador pela liberdade o falecido Shri Bhausaheb Thorat em 2005. Até o momento, eles semearam mais de 12 milhões de sementes e plantaram meio milhão de plantas.